# Jonas Algirdas Riepšas
Jonas Algirdas Riepšas (* 10. Oktober 1937 in Latveliai, Rajongemeinde Kretinga; † Januar 2022) war ein litauischer Richter.

## Leben
Riepšas lernte in Mančiai und  Grūšlaukis bei Kretinga. 1957 absolvierte er die Pädagogische Schule Klaipėda und arbeitete als Lehrer bei Salantai. Von 1970 bis 1975 absolvierte Riepšas das Diplomstudium der Rechtswissenschaften an der Rechtsfakultät der Universität Vilnius in der litauischen Hauptstadt Vilnius. 1998 bildete er sich weiter in Paris. Ab 1967 war er Richter im Kreisgericht Plungė. Ab 1970 leitete Riepšas als Präsident das Amtsgericht Varėna in Sowjetlitauen. Ab Juli 1974 arbeitete er als Richter des Sowjetlitauischen Obersten Gerichts. Von 2003 bis Dezember 2007 leitete Riepšas als Vorsitzender die Abteilung für Strafsachen des Litauischen Obersten Gerichts.